# Nackt unter Wölfen
Nackt unter Wölfen (Nu Entre Lobos, no Brasil) é um telefilme alemão de 2015 dirigido por Philipp Kadelbach. É baseado no romance homônimo de Bruno Apitz, publicado em 1958.
Foi transmitido pela primeira vez em 1º de abril de 2015 como parte da celebração do 70º aniversário da libertação do campo de concentração de Buchenwald.

## Enredo
Prisioneiros de um campo de concentração nazista em Buchenwald arriscam suas vidas protegendo um garoto judeu resgatado de um gueto polonês, vindo dentro de uma mala. O comandante do campo ouve sobre o menino e aumenta-se a pressão sobre os prisioneiros já tratados cruelmente. Apenas uma invasão dos aliados poderia salvar os prisioneiros e seu jovem amigo da condenação.

## Elenco
- Florian Stetter como Hans Pippig
- Peter Schneider como André Höfel
- Sylvester Groth como Helmut Krämer
- Sabin Tambrea como Hermann Reineboth
- Robert Gallinowski como Robert Kluttig
- Rainer Bock como Alois Schwahl
- Rafael Stachowiak como Marian Kropinski
- Thorsten Merten como Hans Bochow

## Prêmios e indicações
| Ano  | Prémio                               | Categoria                      | Resultado |
| ---- | ------------------------------------ | ------------------------------ | --------- |
| 2015 | Baden-Baden TV Film Festival         | Melhor Telefilme               | Indicado  |
| 2015 | Festival de Televisão de Monte Carlo | Melhor Programa de Ficção      | Indicado  |
| 2016 | Emmy Internacional                   | Melhor Telefilme ou Minissérie | Indicado  |
| 2016 | Emmy Internacional                   | Melhor Ator (Florian Stetter)  | Indicado  |